# Cyclolinina
Cyclolinina es un suborden de foraminíferos del orden Loftusiida que agrupa taxones tradicionalmente incluidos en el suborden Textulariina del orden Textulariida. Su rango cronoestratigráfico abarca desde el Jurásico hasta la Campaniense (Cretácico superior).

## Clasificación
Cyclolinina incluye a las siguientes superfamilias:
- Superfamilia Cyclolinoidea